# Nouvel opéra Fribourg
 (avril 2019).
Si vous disposez d'ouvrages ou d'articles de référence ou si vous connaissez des sites web de qualité traitant du thème abordé ici, merci de compléter l'article en donnant les références utiles à sa vérifiabilité et en les liant à la section « Notes et références ».
Le Nouvel Opéra Fribourg (NOF) est une structure de production des arts vivants. 
Né de la fusion de l’Opéra de Fribourg et de la compagnie lyrique Opéra Louise en 2018, le NOF propose des créations d’opéra et de théâtre musical.

## Historique
Le NOF est créé le 1er juillet 2018 à la suite de la fusion de l'Opéra de Fribourg et d'Opéra Louise - compagnie lyrique. Il commence son activité artistique le 12 août 2018 à Londres, au Arcola Theater dans le cadre du Grimeborn Festival avec la pièce de théâtre musical Teenage Bodies, une mise en scène des cantates Membra Jesu nostri de Dietrich Buxtehude.
Le NOF démarre son activité de création à Fribourg avec le spectacle Ouvertüre, une mise en scène du concerto pour piano de Robert Schumann. 

## Projet artistique
Le projet du NOF s'articule autour de trois créations par saison données au Théâtre Équilibre à Fribourg, de reprises et de spectacles en coproduction. Le répertoire du NOF est celui de l'opéra (répertoire lyrique, musique contemporaine, musique baroque) et du théâtre musical.
Le NOF est une structure de création des arts vivants plutôt qu'une maison d'opéra. Son rayonnement est international (France, Pays-Bas, Royaume-Uni) et il bénéficie notamment d'une relation solide avec le Théâtre de l'Athénée-Louis-Jouvet à Paris.
Le répertoire contemporain est au cœur du projet du NOF qui produit la première suisse de The Importance of Being Earnest de Gerald Barry et de Laïka, le chien de l'espace de Russell Hepplewhite, en collaboration avec l'Opéra Comique.